# Columbário

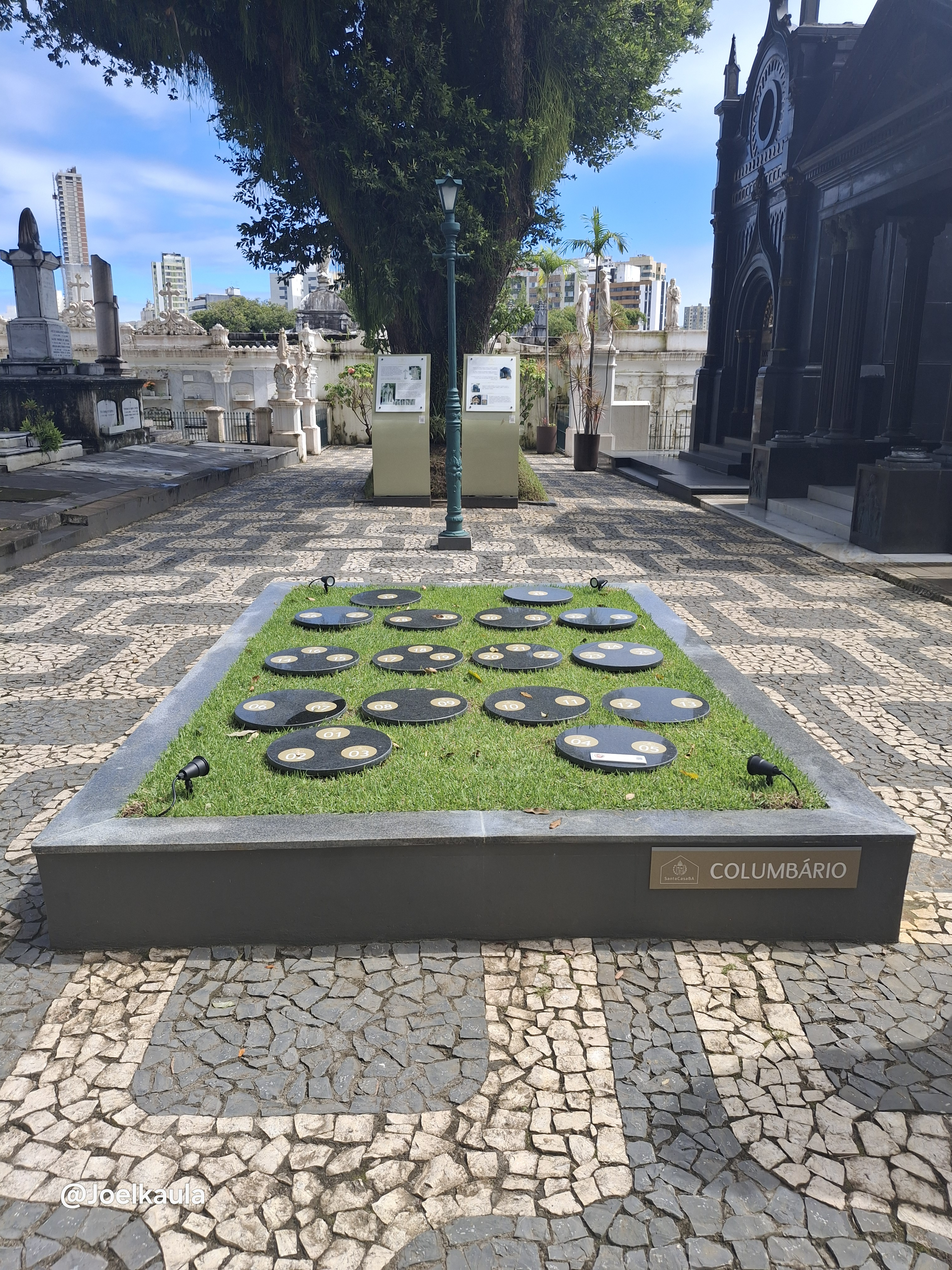
Columbário no Cemitério do Campo Santo em Salvador-BA.

O columbário é um espaço dedicado ao armazenamento de urnas funerárias, especificamente aquelas que contêm as cinzas de indivíduos que optaram pela cremação. Sua origem remonta à Roma Antiga, onde a prática de cremacer e a criação de columbários começou a ganhar forma, mas a ideia de preservar os restos mortais de forma simbólica e respeitosa atravessou séculos, mantendo-se relevante em diversas culturas ao redor do mundo.
Esse espaço pode se apresentar de diversas formas, desde pequenas estruturas privadas em cemitérios até edifícios maiores e mais elaborados. Os columbários têm nichos individuais, que podem ser personalizados com o nome, a data de nascimento e falecimento do falecido, bem como outros itens comemorativos ou religiosos. O conceito por trás do columbário é garantir um lugar digno e tranquilo para o descanso eterno da pessoa, permitindo que familiares e amigos possam prestar homenagem de maneira contínua.

## História
A origem do columbário remonta à Roma Antiga, por volta do século I a.C. Naquela época, a cremação era uma prática funerária comum. Como as famílias romanas buscavam preservar as cinzas de seus entes queridos, surgiram espaços especialmente construídos para esse fim.
Esses columbários romanos eram geralmente estruturas subterrâneas, com nichos em forma de cubículos ou cavidades, onde as urnas com as cinzas eram colocadas. Eles eram construídos em áreas mais afastadas, como nas proximidades de campos e vilarejos, o que também facilitava a prática da cremação.
Com o advento do cristianismo e a subsequente mudança nos rituais funerários, a prática da cremação foi sendo gradualmente abandonada em várias regiões da Europa. No entanto, a ideia de um local específico para o armazenamento dos restos mortais não desapareceu, e ao longo dos séculos seguintes, o conceito de columbário foi se adaptando às novas práticas culturais e religiosas.

## Columbários no Mundo Moderno
Com a popularização da cremação, principalmente no século XX, os columbários começaram a se tornar uma alternativa para aqueles que optam por esse tipo de destinação dos restos mortais. Hoje, eles podem ser encontrados em cemitérios, igrejas, templos e até em espaços privados, como jardins e campos de memorial.
No Brasil, a prática da cremação tem ganhado cada vez mais adeptos, e muitos cemitérios oferecem a opção de uso de columbários. Esses espaços podem ser simples ou bastante sofisticados, dependendo das preferências dos familiares e das possibilidades financeiras. Em algumas regiões, a demanda por crematórios e columbários tem aumentado devido à escassez de terrenos em áreas urbanas para sepultamentos tradicionais.
O columbário, além de ser um local para armazenar as cinzas, também cumpre um papel importante na memória e na homenagem ao falecido. Para muitas famílias, ele representa um ponto de encontro para recordar e celebrar a vida de seus entes queridos, em vez de simplesmente um lugar onde o corpo é enterrado.
Em um columbário, o nicho muitas vezes é adornado com flores, fotos e outros itens que personalizam a memória do falecido, criando uma conexão emocional e simbólica entre os vivos e os mortos. A decisão de optar por um columbário também reflete a crescente busca por alternativas mais ecológicas e menos onerosas em relação ao sepultamento tradicional, que demanda grandes áreas de terra e pode ter impactos ambientais.

## Aspectos Legais
No Brasil, a utilização de columbários é regulamentada por normas que garantem a preservação da dignidade do falecido e dos familiares. A Lei nº 13.382/2016, por exemplo, estabelece que os espaços destinados à cremação e armazenamento de urnas funerárias devem seguir critérios rigorosos de segurança, higiene e infraestrutura. Além disso, muitos cemitérios oferecem opções de contratos de locação para os nichos, com prazos que variam entre 5 a 30 anos, podendo ser renovados conforme o desejo da família.